# Strobilanthes densa
Strobilanthes densa är en akantusväxtart som beskrevs av Raymond Benoist. Strobilanthes densa ingår i släktet Strobilanthes och familjen akantusväxter. Inga underarter finns listade i Catalogue of Life.